# Edward F. Hutton
Pour les articles homonymes, voir Hutton.
Edward F. Hutton, né le 7 septembre 1875 à New York et mort le 11 juillet 1962 à Westbury (Long Island, New York), était un financier américain et le cofondateur de la société de courtage E. F. Hutton & Co. (en).

Il fit construire en 1931 un des plus grands voiliers de luxe quatre-mâts barque de l'époque, le Hussar II connu actuellement sous le nom de Sea Cloud, battant pavillon maltais.

## Vie privée
Sa seconde épouse fut Marjorie Merriweather Post, l'héritière de General Foods avec laquelle il aura une fille, Dina Merrill.

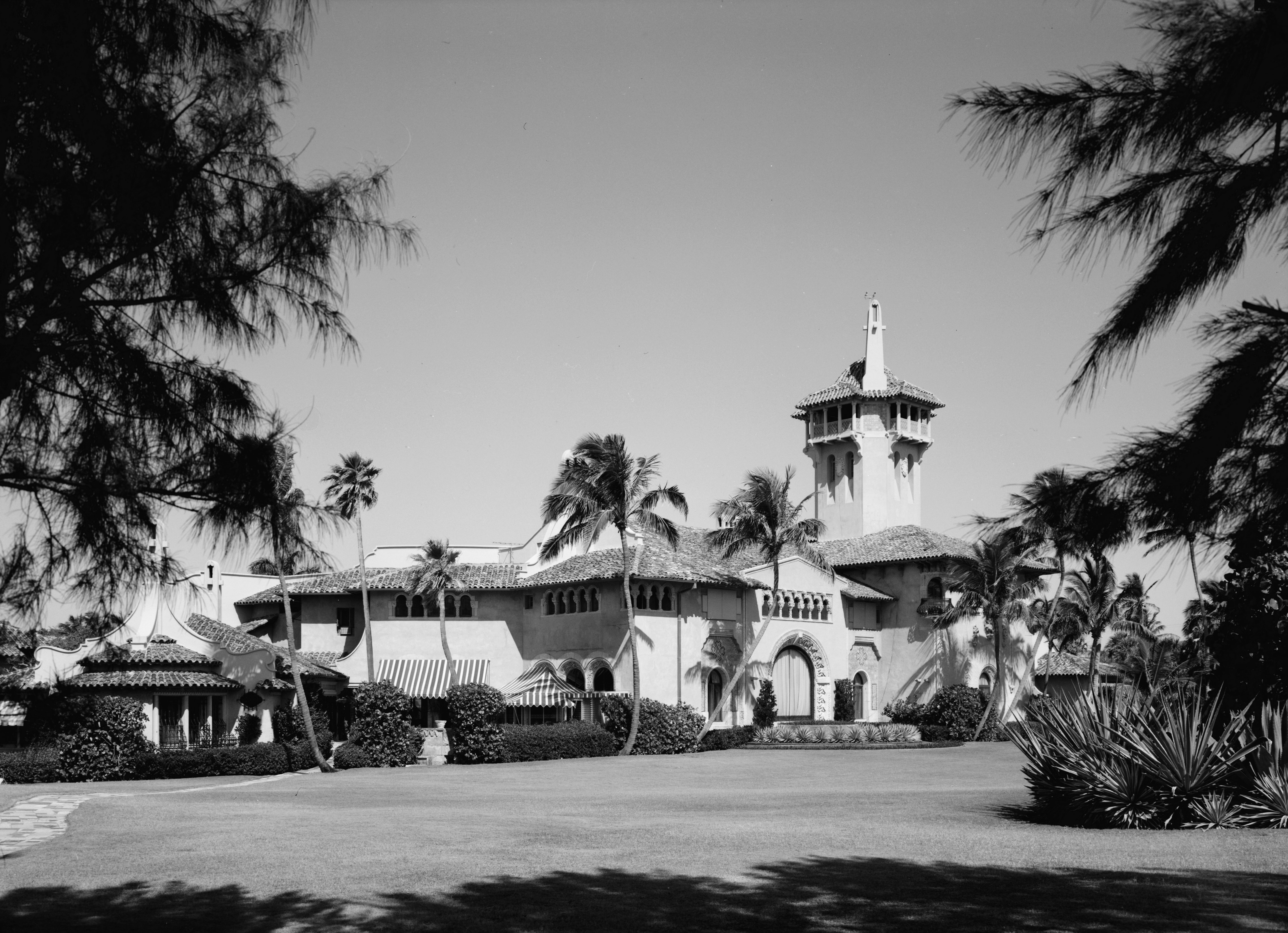
Mar-A-Lago, leur propriété de Palm Beach.